# Bomansvik
Bomansvik (eller Bomannsvik) är en tätort i Nesoddens kommun i Akershus fylke i sydöstra Norge. Orten ligger vid Bunnefjorden, där fylkesväg 156 möter fylkesväg 1394, på den östra sidan av halvön Nesodden, söder om kommunens centralort Nesoddtangen.